# Моногорода России

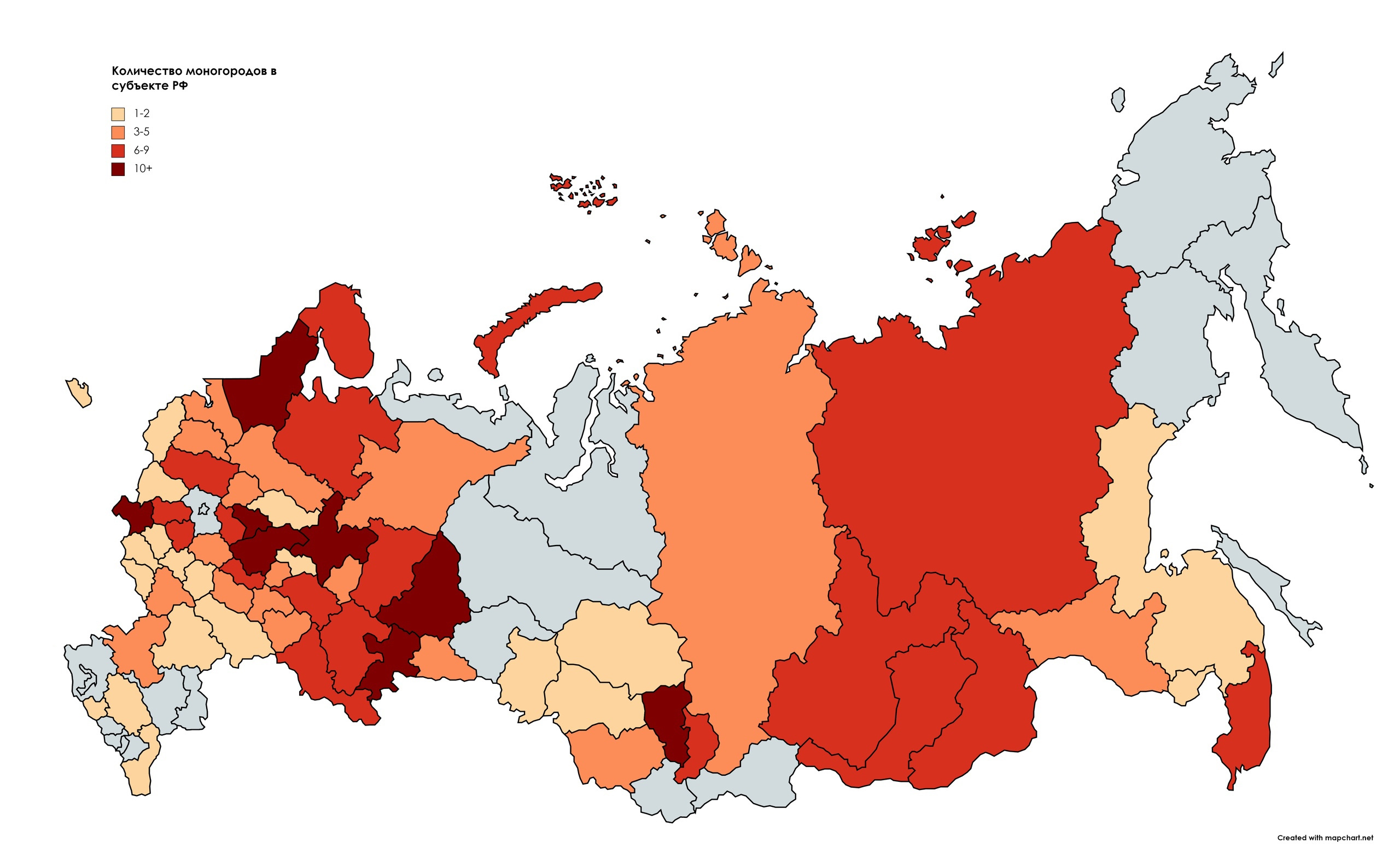
Количество моногородов по регионам России

Моногорода́ Росси́и — российские населённые пункты, которые были основаны при градообразующих предприятиях с целью обеспечения производства трудовыми ресурсами. Обычно термин «моногород» применяют в отношении городов, заложенных на территории СССР, так как в этот период подобная организация расселения получила наибольшее распространение.
Большинство градообразующих предприятий моногородов ориентированы на государственные оборонные или минерально-сырьевые заказы. В результате социально-экономическая ситуация в российских монопрофильных городах зависит от политических и экономических изменений в государстве. Так, в советский период наблюдался рост количества моногородов и их развитие, но в условиях нестабильной российской экономики 1990-х годов часть поселений оказалась на грани бюджетного дефицита. С начала XXI века региональные и федеральные власти проводят меры по стабилизации положения: диверсификации экономики, переориентации градообразующих предприятий и привлечения инвесторов. Тем не менее единый подход к технологиям развития моногородов не выработан, и их проблемы вызывают широкий общественный резонанс.

## История

Генеральный план Тулы, 1779 год

Карта Уральской горнозаводской цивилизации, 2008 год

### Первые монофункциональные поселения
Отдельные исследователи относят к категории монофункциональных города, которые создавали в XI веке как форпосты в процессе освоения Сибири, и города-крепости XV—XVI веков. Хотя ряд историков указывает, что моногорода неразрывно связаны с градообразующим предприятием, которое обеспечивало рабочие места и формировало уклад жизни населения. С этой точки зрения к монопрофильным можно отнести поселения времён первой промышленной революции, когда города стали появляться вокруг первых металлургических и горнодобывающих городов на Урале. Например, Челябинск, Тула, Златоуст, которые позднее трансформировались в крупные промышленные центры, а также Ирбит и Аша, сохранившие свою монопрофильную ориентацию. Их особенностью стали: полный контроль со стороны завода над социальными процессами и отсутствие лично-свободных наёмников. Только в 1785 году в городовом положении таким поселениям дали право создания органов самоуправления, хотя их развитие в большей степени всё равно обеспечивали бюджетные дотации.
К середине XIX века только 8 % населения Российской империи проживало в городах. К переписи 1897 года этот показатель увеличился до 15 %, а общее количество городов выросло до 430. Монопрофильное градообразование сместилось к востоку страны, где на тот момент формировалась система военных постов. В 1856-м заложен Усть-Зейский, через два года — Хабаровка, 1860-м — Владивосток. Часть существовавших городов получила новые функции: в Тюмени разместили приказ о ссыльных. На юге страны моногорода концентрировались возле крупных залежей угля на Донбассе (Горловка, Юзовка, Енакиево, Макеевка и другие). Благодаря этому были сформированы топливная и металлургическая базы страны.
В конце XIX века выделяли два основных социально-экономических процесса, стимулирующих развитие моногородов. В результате «ситцевого капитализма» и развития лёгкой промышленности на базе крупных деревенских комплексов в центральной части империи появились моногорода лёгкой промышленности (Шуя, Орехово-Зуево, Красновишевск). Также поселения основывали рядом с шахтами вдоль Транссибирской магистрали и возле мануфактур в центральной части страны (Дрезна, Павловский Посад, Гусь-Хрустальный, Первомайский, Гжель).

### Первая волна индустриализации

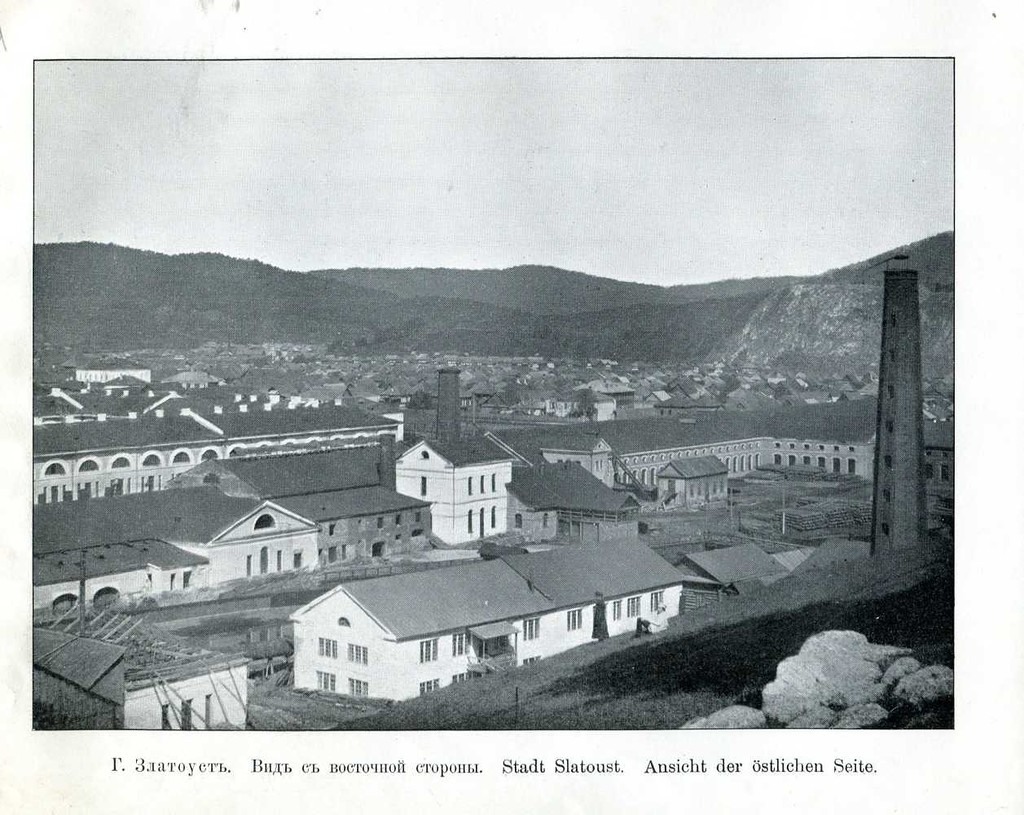
Застройка Златоуста, вид с территории градообразующего завода, 1900 год

На X съезде РКП(б) революционер Лев Каменев констатировал начавшуюся в Европе подготовку ко Второй мировой войне. Партийное руководство было убеждено, что страна находится во враждебных внешнеполитических условиях и одним из приоритетов внутреннего развития называло создание дееспособного и автономного военно-промышленного комплекса с целью перевооружения и механизации Красной армии. План индустриализации предусматривал изменение «пространственной конструкции» страны: создание городов и населённых пунктов на малоосвоенных территориях Урала, Сибири и Дальнего Востока. Исследователи выделяют пять причин подобного решения:
- удалённость регионов, их недоступность для вражеской авиации;
- использование гидроресурсов как основного источника энергии для предприятий, вместо торфа, угля, дров и нефти;
- близость к разработанным месторождениям сырья и возможность сэкономить на его перевозках;
- стремление к изолированному, автономному и самодостаточному развитию государства;
- нерентабельность существовавших промышленных предприятий в европейской части страны и стремление создать новые в отдалении от отсталой инфраструктуры.

В первую пятилетку строительство фабрик, активизация ресурсодобычи и сельскохозяйственного производства требовали более 10 миллионов рабочих. Но плотность заселения регионов была малой: около 0.5 человека на гектар. Было решено возводить около предприятий соцгорода и поселения для перемещения трудовых ресурсов. Выбор территории для будущего поселения зависел не от объёма необходимых ресурсов на создание комфортных условий жизни, а от потребности сократить расходы на строительство производственных объектов. Главным фактором, определявшим создание нового поселения и его развития, становилось промышленное производство. Эту черту градостроительной политики в конце 1920-х годов закрепил термин «градообразующее предприятие». Моногорода целиком зависели от таких заводов и представляли собой «пролетарские центры» регионов, где концентрировалось рабочее население. Правительству было выгодно, что монопрофильный город зависел только от одного завода или фабрики, так как это исключало возможность текучки кадров. Размещение промышленного объекта влияло на планировку поселения: ориентацию улиц и маршрутов общественного транспорта, насаждение зелёных зон в качестве защиты от вредных выбросов. Ряд исследователей отмечает, что моногорода «сталинской индустриализации» возводили медленно, так как в этот период создание полноценных комплексов производств с нуля требовало больших ресурсозатрат. Так, для экономии основу застройки составляло жильё барачного типа.
Моногорода первой пятилетки концентрировались рядом с местами добычи природных ископаемых (Магнитогорск, Новокузнецк, Каспийск, Байкальск и другие), возле транспортных узлов (Луза, Октябрьский) и крупных городов (Верхний Уфалей, Чебаркуль, Авиазавод — Второй Иркутск), при военных заводах (Алексин, Юрга), электростанциях (Суворов, Балахна) и перерабатывающих предприятий (Краснотурьинск, Медногорск, Сясьстрой, Ковдор), а также в районе перепрофилированных исторических поселений (Сим, Павлово) и на месте объединения исторических поселений (Анжерка, Судженка, Вичуга). Население этих поселений состояло по бо́льшей части из вынужденных переселенцев: направленных специалистов, демобилизованных красноармейцев, депортированных, ссыльных, заключённых и «деклассифицированных элементов», вынужденных покинуть существующие города. Добровольцы, приезжавшие по найму или идеологическим убеждениям, и молодые женщины — последовательницы Хетагуровского движения, — составляли меньшинство.
Строительство и функционирование индустриальных моногородов обеспечивало три органа. Высший совет народного хозяйства контролировал возведение домов и социальных объектов на осваиваемых территориях. При этом работы велись силами «мобильных трудовых армий принудительного труда», контролируемых ГУЛАГом. Главное управления коммунального хозяйства, подведомственного НКВД, поддерживало коммунальное хозяйство. Но реальная власть в городе в большинстве случаев находилась в руках дирекции завода и осуществлялась через специальные ведомства, финансировавшие жилищное строительство. Например, в 1930-х годах Магнитогорскому металлургическому комбинату принадлежало 63,5 % жилой площади одноимённого города. Функцию Горисполкомов свели к исполнению приказов районного и областного начальства. Несмотря на участие градообразующего предприятия в содержании и ремонте социальных объектов (больниц, школ, дворцов спорта и другое) качество жизни в моногородах оставалась неудовлетворительным.
Управление осуществлялось по производственному принципу на основе административно-территориального разделения населения, что позволяло легко организовать трудовую и военную мобилизацию. За ячейку социума принимали не отдельную семью или человека, а трудо-бытовой коллектив, служащих на одном предприятии и живущих вместе или поблизости людей. Согласно официальной доктрине, население размещали упорядочено в домах-коммунах, объединённых в жилые кварталы. Каждая такая структура имела свои управляющие органы: коммунальных старост, комендантов общежитий, районные партийные и административные учреждения, «красные уголки». Производственно-бытовую среду сознательно превращали в механизм дисциплины и принуждения населения к труду.
В 1930—1950 годах расширили сеть пенитенциарных заведений, центром северо-восточных исправительных учреждений НКВД стал Магадан. Во время Великой Отечественной войны бо́льшая часть предприятий страны была эвакуирована. Так, на территорию Челябинской области переместили свыше 200 фабрик. В условиях мобилизации приоритетными стали градообразующие отрасли: они получили государственное финансирование. После завершения военных действий часть моноспециализированных поселений слилась с городами, рядом с которыми они были образованы (Безымянка и Куйбышев, Танкоград и Челябинск). Тем не менее политика развития таких поселений не изменилась по окончании военного периода.

### Вторая волна индустриализации

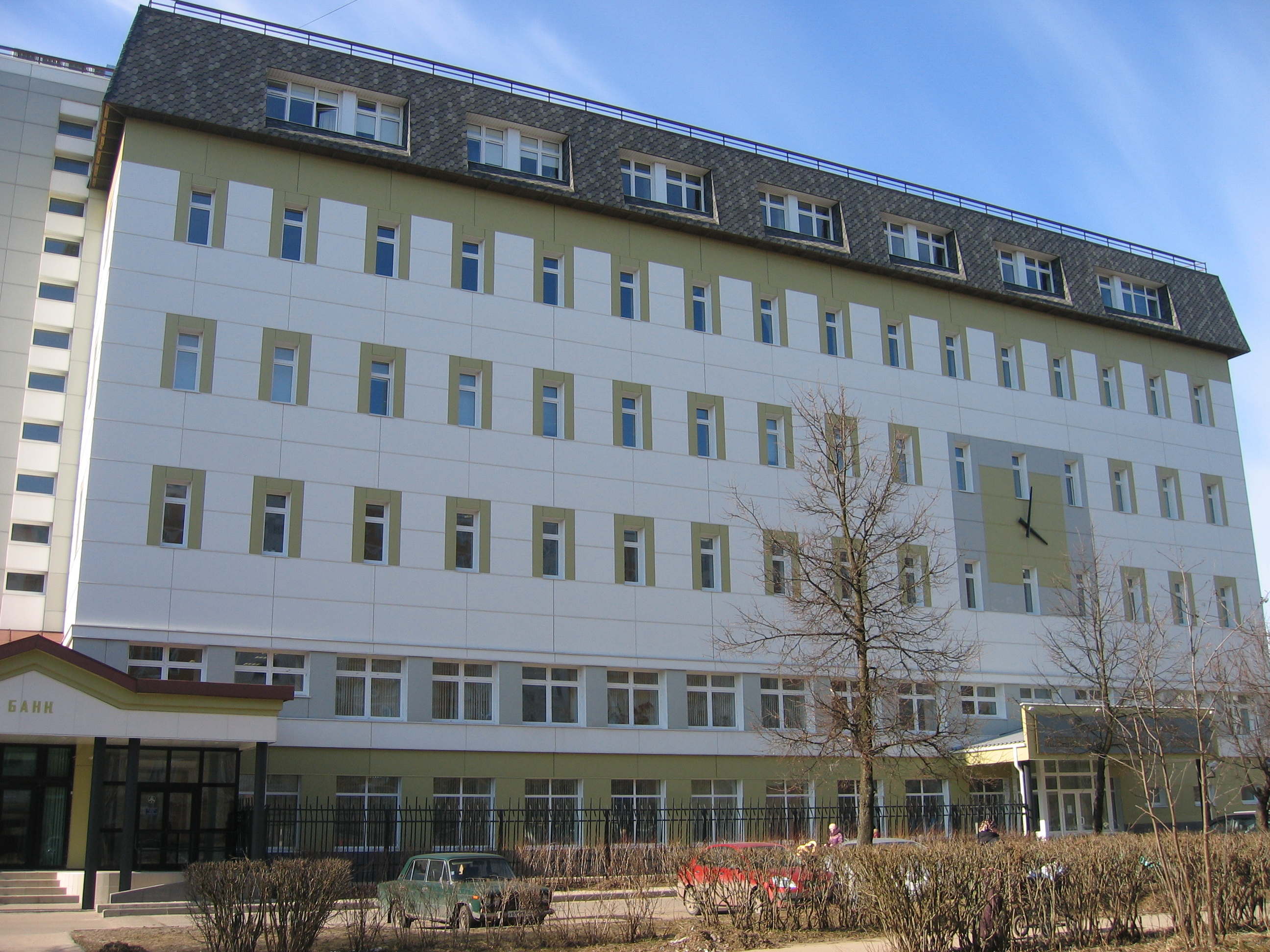
Здание Инновационного Центра РАН в Черноголовке, 2009 год

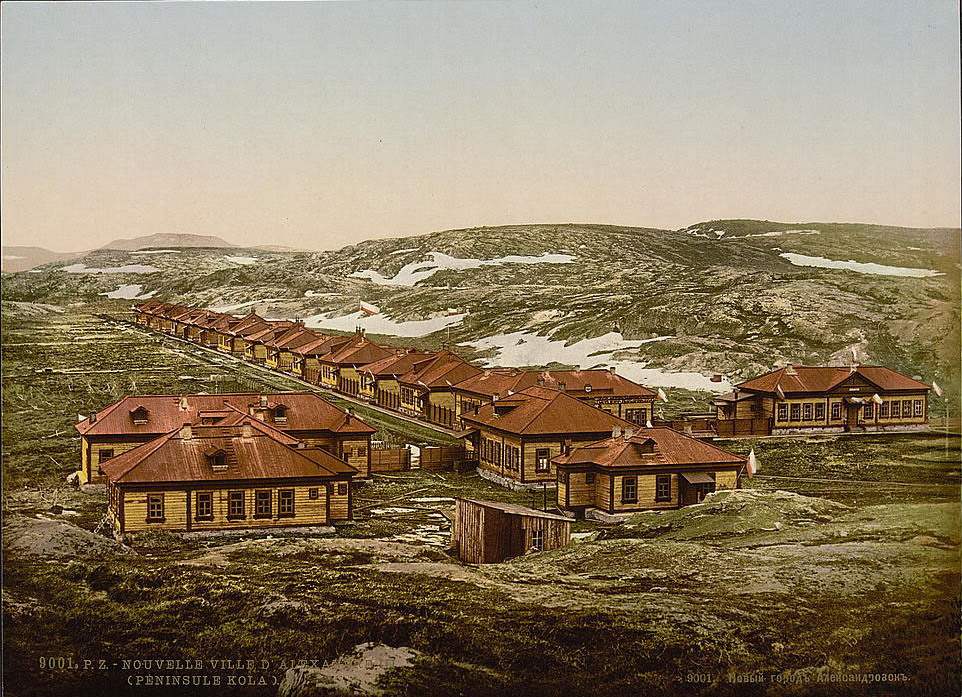
Городская застройка Полярного, XX век

Термин «соцгород» вывели из употребления в 1950-х годах. Хотя на практике государство продолжало политику «отраслевого» подхода к размещению промышленных и бытовых объектов. В этот период появились тенденции рассредоточения производства из крупных городов и активного привлечения рабочей силы из сельской местности. Активизировалось строительство мясокомбинатов и сахарных заводов в европейской части страны: Суджа, Щигры, Золотуха, Стародуб, Миллерово и Целина, Шумиха и Петухово.
В 1960-х годах по инициативе первого секретаря ЦК КПСС Никиты Хрущёва началась новая волна индустриализации, которая сформировала особую ресурсно-добывающую экономику и активизировала строительство новых моногородов машиностроения, лесной и деревообрабатывающей, нефте- и газодобывающей промышленности. Новому периоду были свойственны те же принципы: строительство в отдалённых, пустынных районах, связь градообразующего предприятия с другими в единую производственную цепочку, зависимость города от градообразующей фабрики. Отличительными чертами этого периода стали атомная и космическая программы, благодаря которым в СССР появился новый тип монопрофильных поселений: закрытые города, характеризовавшиеся пропускным режимом и организованным снабжением. Позднее они получили статус самостоятельных административных единиц (Курчатов, Саров, Арзамас, Байконур, Снежинск, Полярный, Заречный и другие). Первым наукоградом стал Академгородок в Новосибирске, позднее основаны Дубна, Зеленоград, Черноголовка, Обнинск, Протвино, Троицк, Озёрск, Снежинск, Трёхгорный и другие.
Особенностью советской индустриализации стало отсутствие свободных мощностей и загрузка предприятий заказами. Так как продукция была расписана Госпланом и часто не имела аналогов, закрытие фабрик на реконструкцию было невозможно. В итоге выпуск любого нового продукта был связан с необходимостью создания нового производства практически с нуля. По этой причине капитальные вложения, направлявшиеся на организацию выпуска новой продукции, были высоки.
В конце 1970-х годов из-за больших расстояний между городами и значительных затрат на строительство новых населённых пунктов была сформирована новая концепция размещения производств. Предполагалось поддержать те или иные малые города СССР, превратив их в филиалы крупных производств, таких как ЗИЛ или ГАЗ. Они были ориентированы на тесное взаимодействие с главным производством, что стало отличительной чертой пространственно-распределенных производственных систем. Таким образом структура моногородов в России стала представлять собой сложный конгломерат городов разных по численности и особенностям производственных предприятий.

### Конец XX — начало XXI века

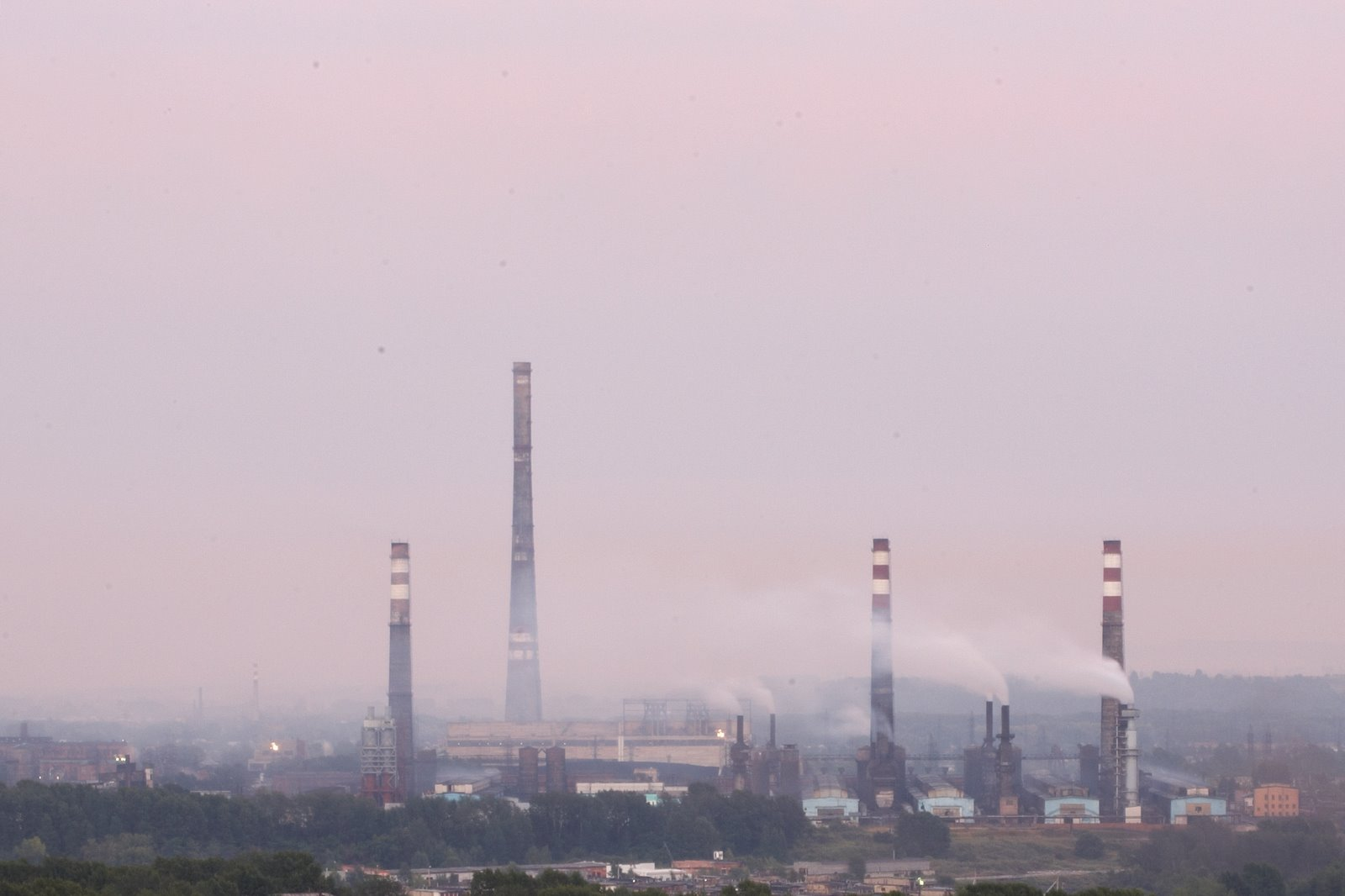
Вид на промышленную зону Новокузнецка, 2008 год

Моногорода после распада Советского Союза
В период становления рыночной экономики социально-экономическое развитие большинства монопрофильных городов отличалось негативными тенденциями. Так, в начале 1990-х годов моногорода столкнулись с рядом проблем: разрывом производственных цепочек плановой экономики и неконкурентоспособностью, что вызвало спад производства. Наибольшие проблемы испытывали предприятия лёгкой промышленности и машиностроения. При росте цен на продукты массового потребления резко сокращались заработные платы, почти треть населения получала меньше среднестатистической заработной платы.
В собственности градообразующих предприятий находилась значительная часть городских активов, в результате кризис отразился на социально-экономическом развитии поселений. Например, после закрытия нерентабельных рудников «Евразруды» в городе Абаза остановили общественный транспорт, отключили уличное освещение, ликвидировали центральную баню. К 1998 году в результате ваучерной приватизации и залоговых аукционов бо́льшая часть градообразующих предприятий перешла в частные руки. Тем не менее ситуация оставалась нестабильной из-за нефтяного кризиса и перераспределения собственности между бизнес-структурами.
Социальная характеристика моногородов к началу XXI века
На фоне экономического роста начала 2000-х годов экономическая ситуация стабилизировалась. Тем не менее качество жизни в моногородах заметно отставало от среднего значения в России. На одного жителя приходилось на 4,5 % меньше жилой площади, чем в среднем по стране. Количество больничных коек и врачей на 10 тысяч человек — меньше на 15 % и 16 % соответственно. За 2002—2007 годы численность населения снижалась на 0,6 миллиона человек (половина из них пришлась на города металлургической сферы). В связи с этим количество поселений с численностью населения от 50 до 100 тысяч человек уменьшилось примерно на 20 %, а количество более мелких — возросло пропорционально. В городах, связанных с нефтяными и газовыми компаниями, численность
населения продолжала расти благодаря высоким заработным платам.
Показатели уровня жизни сильно зависели от специализации градообразующего предприятия. На общем фоне выделялись моногорода топливной промышленности и цветной металлургии, лидировавшие по уровню зарплат и пенсий. Хотя социальная инфраструктура отставала от общего развития. Например, для них был характерен меньший охват детей дошкольными учреждениями. Города-курорты лидировали по уровню потребления, но отставали по размерам заработных плат. Площадь жилых помещений наукоградов достигала общероссийских показателей, но оборот розничной торговли оставался низким.

## Современность

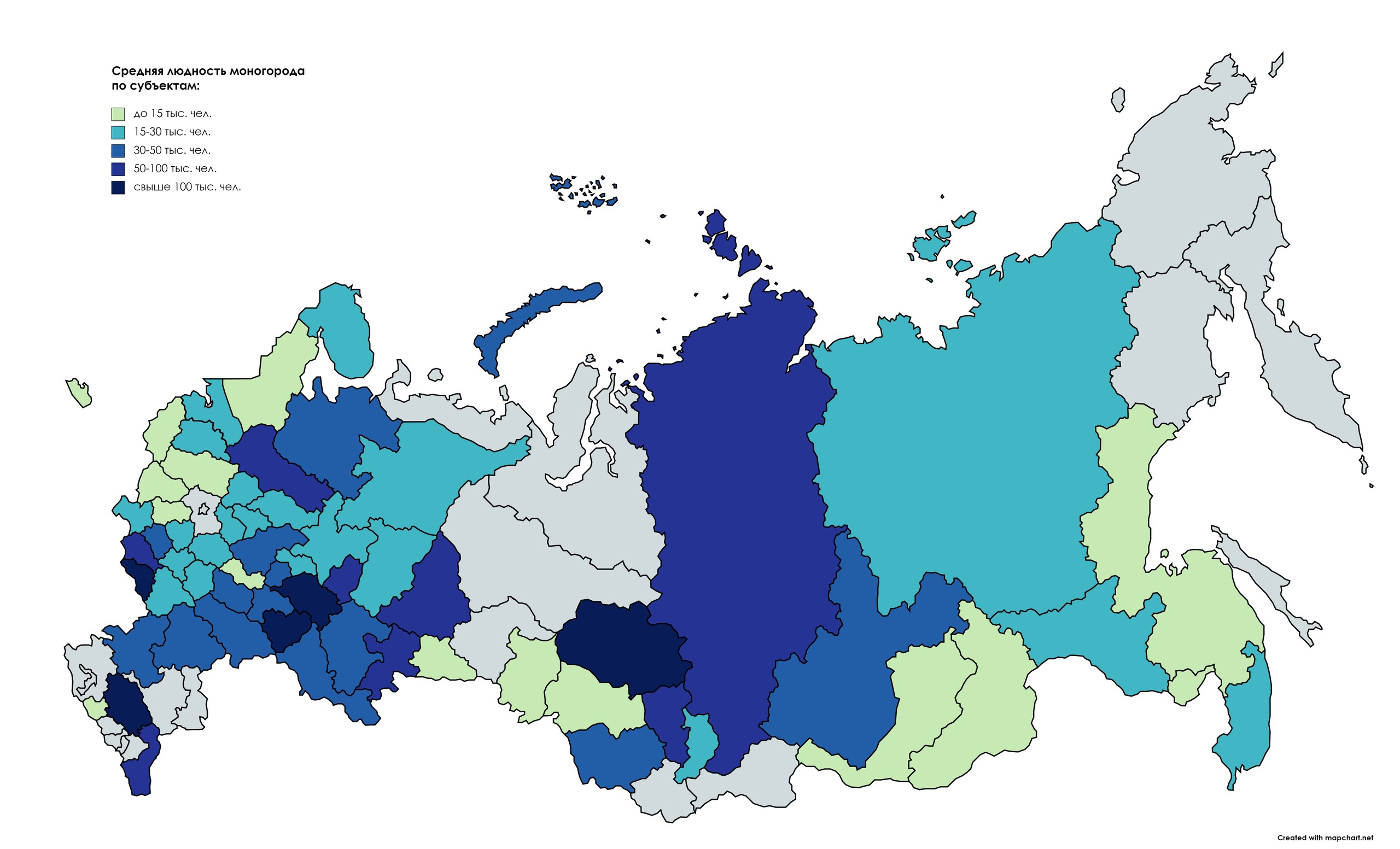
Средняя людность моногородов по субъектам РФ

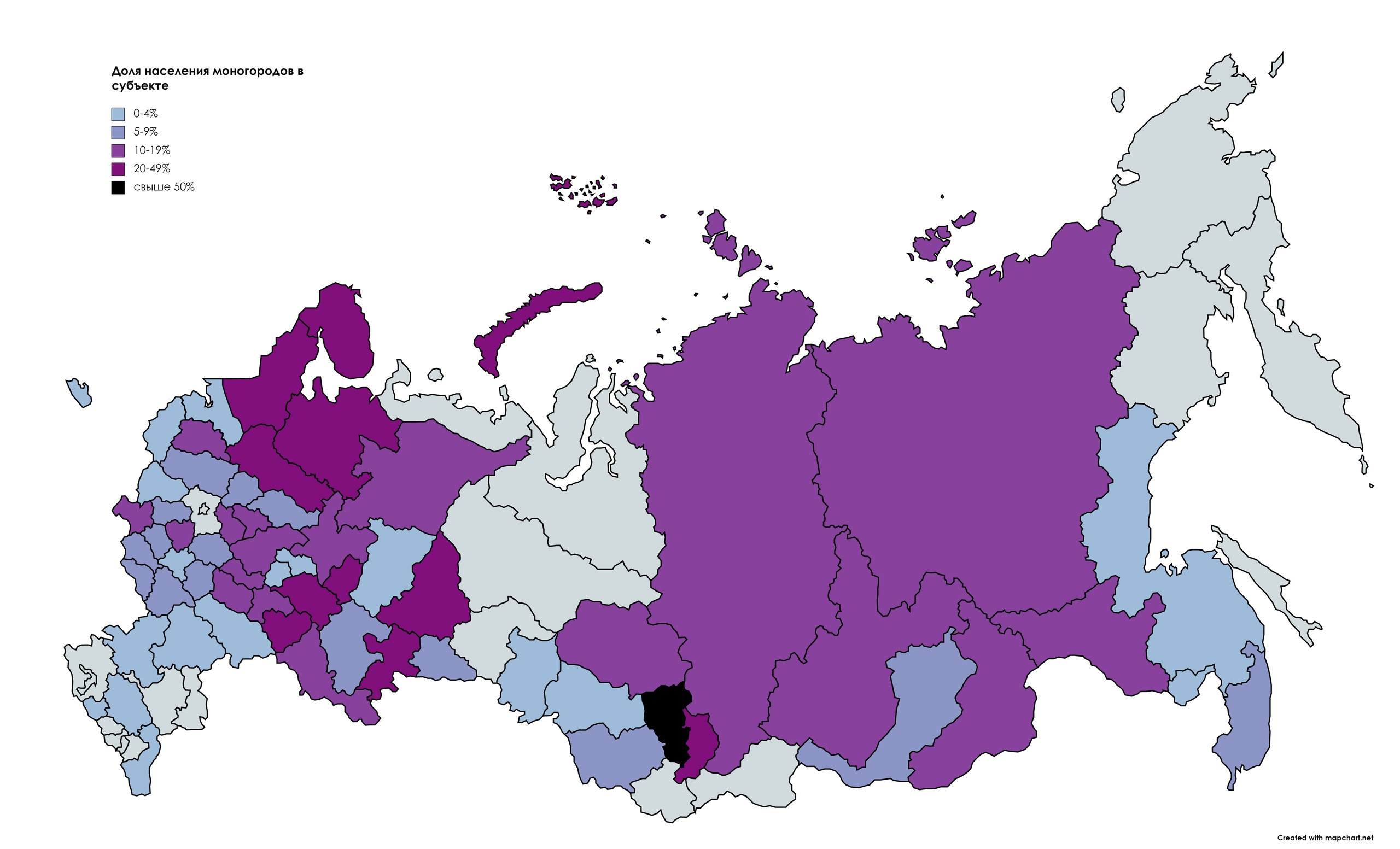
Доля населения моногородов по субъектам РФ

### Экономическая ситуация
Проблемы моногородов напрямую связаны с социально-экономическим развитием страны из-за узкой специализации предприятий. Большинство ориентированы на государственные оборонные или минерально-сырьевые заказы. Спад производства вызывает в монопрофильных поселениях целый ряд проблем: падение уровня жизни, резкое ухудшение социально-экономической ситуации, сложности обслуживания жилищного фонда и объектов инженерной и социальной инфраструктуры. Органы местного самоуправления не способны решать социальные проблемы только за счёт доходов собственников градообразующих предприятий.
Отрицательные характеристики стали особенно заметны во время мирового кризиса 2008 года, когда сворачивание инвестиционных программ, резкое снижение стоимости экспортной продукции и спроса на неё привели к сокращению прибыли градообразующих предприятий. Если в первые годы XXI века моногорода производили 30—40 % ВВП страны, то после кризиса только — 15—17 %. Профессиональный состав моногородов характеризуется однородностью и низкой социальной мобильностью, что привело к росту безработицы. К 2010-му численность их населения сократилась более чем на 660 тысяч человек, больше половины из которых составило экономически активное население. Наблюдались снижение предпринимательской активности и дефицит инвестиций в основной капитал.
Ряд моногородов превратился в бюджетно-дефицитные. Например, производители стали и проката «Магнитогорский металлургический комбинат» и «Металлоинвест» работали только в половину имевшихся мощностей. Ряд комбинатов провёл массовые сокращения: на Магнитогорском металлургическом комбинате — 3 тысячи работников, на Первоуральском новотрубном заводе — 2,7 тысячи, на заводе «КамАЗ» — 1,5 тысячи. В ходе реструктуризации к 2010-му из 64 шахт, действовавших в Ростовской области, осталось только 6 стабильно работающих. В результате в моногородах Восточного Донбасса наблюдались депопуляция, деградация хозяйственного комплекса и резкое снижение качества жизни населения.

### Пути развития
После многочисленных акций протеста в 2009 году премьер-министр России Владимир Путин поручил подготовить программу поддержки моногородов. В течение года Министерство регионального развития разработало список поселений, включив 333 объекта. На улучшение ситуации в этих городах правительство выделило более 27,6 миллиардов рублей, но больше половины поселений не смогло предложить индустриальную альтернативу развития и не попало под целевую программу. Одобренные 16 проектов не завершили из-за проблем с привлечёнными частными инвесторами. В результате часть бюджета так и не была освоена. Руководитель правительственной рабочей группы по модернизации называл несколько причин: 
Это и сложная ситуация с региональными и муниципальными бюджетами, которая не позволила своевременно и в  полном объёме обеспечить софинансирование поддержанных государством мероприятий. В отдельных случаях инвесторы не выполнили свои обязательства, и регионам пришлось  искать им замену. Ещё одной проблемой стали низкое качество проектной документации и задержки при проведении конкурсные процедур, что также привело к существенному смещению сроков и неосвоению выделенных государством средств.
В 2010 году в рамках госпрограмм в моногородах было создано более 434 тысяч временных рабочих мест и более 10 тысяч постоянных. Благодаря чему средний уровень безработицы снизился почти на два процента до 3,8 %, в половине городов он не превышал среднего уровня по стране. Благодаря привлечению крупного и среднего бизнеса в 35 городах отмечался рост предпринимательской активности, 64 % моногородов закончили год с прибылью. Так, одним из первых успешных опытов реновации моногородов стали Таштагол, Ленинск-Кузнецкий и Прокопьевск, получившие государственное финансирование в объёме 3,2 миллиарда рублей. Благодаря этому удалось привлечь более 40 миллиардов рублей частных инвестиций и создать почти 19,5 тысяч рабочих мест.
После мониторинга результатов, проведённого Министерством регионального развития России, удалось сформулировать критерии, снизившие эффективность господдержки:
- Отсутствие в этот период долгосрочной программы;
- Недостаточный масштаб работ;
- Поддержка исключительно крупных городов с числом жителей более 5 тысяч человек;
- Ряд собственников градообразующих предприятий не был заинтересован в спонсировании моногородов;
- Дефицит квалифицированных кадров для реализации новых проектов на базе градообразующих предприятий.

Кроме того, отдельные исследователи указывали, что прямое государственное финансирование градообразующих предприятий дестимулирует их развитие, снижая привлекательность для инвесторов. Подобная политика приводит к неэффективности национальных проектов, направленных на поддержку моногородов. Для решения проблем была необходима инновационная и долгосрочная целевая программа.
По состоянию на 2012-й по разным оценкам в моногородах проживало от 15 до 25 миллионов человек, а их доля в валовом региональном продукте составляла около 40 %. К 2013-му на поддержку градообразующих предприятий было выделено 40 миллиардов рублей.

К концу 2014 года при поддержке Внешэкономбанка был создан Фонд развития моногородов (МОНОГОРОДА.РФ), который выделил Краснотурьинску, Анжеро-Судженску, Югре, Чегдомыну, Канашу и другим городам в критическом положении 4,4 миллиарда рублей на диверсификацию экономики. Из них 95 % направили на развитие инфраструктуры, оставшиеся 5 % — в региональные бюджеты. Организация также занималась поиском и привлечением инвесторов, реновацией градообразующих предприятий в промышленные парки. Тем не менее действия фонда подвергли широкой общественной критике из-за неясных критериев выделения средств. К примеру, на международном инвестиционном форуме «Сочи-2015» представитель Центра стратегических разработок Сергей Ламанов констатировал: 
Помогают только тем, кто имеет шанс встать на ноги, 95 городов выбраны субъективно, если сдвинуть критерии оценки, их окажется 150. К тому же среди «избранных» произойдёт внутренняя селекция, соответственно помогут в лучшем случае 30 городам, то есть одной трети, а две трети окажутся «за бортом», и никакой бизнес туда не придёт. Для классического моногорода закрытие градообразующего предприятия — это приговор. Таким «классикам» остаётся только модель «управляемого сжатия»: поиск новых рабочих мест для трудоспособного населения в других городах, а для оставшихся 20% жителей — сохранение социальных учреждений, оптимизация территории, гарантии и поддержка государства.
К 2015 году примером успешной реновации стал Анжеро-Судженск, где закрыли шахты, организовали нефтеперерабатывающий кластер и построили предприятия по производству стройматериалов. Хотя Министерство экономического развития увеличило общее число моногородов до 319, а количество кризисных — до 94-х (по другим данным — до 99). Несмотря на это, бюджетных средств, выделенных в 2015—2017 годах на реновацию монопрофильных территорий, хватало только на 20—30 проектов. Утверждённый правительством комплекс мер по повышению инвестиционной привлекательности моногородов предусматривал привлечение кредитных ресурсов от госбанков: ВЭБа, ВТБ, Сбербанка, МСП Банка и Россельхозбанка. Однако нестабильная экономическая ситуация и высокая ключевая ставка Центробанка (для займов на срок больше года, она составляла 17,5 %), не позволяли инвесторам брать кредиты для реализации долгосрочных проектов.
Тем не менее, по мнению экспертов, к 2015 году предпринятые меры по диверсификации экономики помогли улучшить ситуацию в 45 % городов. Они включали развитие туризма, создание индустриальных парков и особых экономических зон, поддержку локального среднего и малого бизнеса, переориентацию части градообразующих предприятий. Так, производственные мощности в Набережных Челнах адаптировали под производство синтетического сапфира, в Краснотурьинске — под производство алюминия и титана для авиации. Для 20 % моногородов с закрывающимися градообразующими предприятиями, продвигали стратегию «управляемого сжатия», предусматривавшую переселение около половины жителей и более компактное расселение оставшихся. Это позволило сэкономить 100 миллиардов рублей по сравнению с ликвидацией городов. Оставшимся 35 % поселений подходила стратегия «стабильного моногорода». Она включала меры по модернизации главного предприятия, развитию социальных служб и снижению налогов для привлечения инвесторов, что стимулировало миграцию жителей. Региональные власти получили право вдвое снижать ставку единого налога на вменённый доход для отдельных видов деятельности. Минпромторг и Минсельхоз разработали программы субсидирования инвесторов. Тем не менее ряд градообразующих предприятий, построенных в 1970-х годах, демонстрировал недозагруженность инфраструктуры. Например, в 2016-м АвтоВАЗ модернизировал производство в Тольятти, перейдя на новые энергосберегающие ресурсы. Но ТЭЦ, обеспечивавшая предприятие электроэнергией, была рассчитана минимум на 60 % загрузки, поэтому Фонд развития моногородов вынужден искать инвесторов, способных загрузить эту инфраструктуру.
В сентябре 2016 года премьер-министр России Дмитрий Медведев сообщил о запуске программы «Пять шагов благоустройства» в рамках политики по модернизации моногородов. Для разработки проектов благоустройства общественных пространств привлекли консалтинговое бюро «Стрелка», которое совместно с ФРМ разработало концепцию развития городской среды в 319 моногородах. В частности, была запущена краудсорсинговая платформа «Моногорода.рф», где жители могли предлагать свои идеи. В рамках программы также было разработано более 1805 миллиардов рублей на создание общественных пространств, облагораживание улиц, пешеходных зон, скверов и парков и благоустройства дворовых территорий. В феврале 2016-го вице-премьер Игорь Шувалов заявил о сокращении федеральных расходов на программу моногородов на 3,6 миллиарда рублей. Недостаток финансирования из-за продолжающегося кризиса привёл к заморозке некоторых проектов и необходимости привлечения региональных бюджетов для реализации оставшихся.

Несмотря на существующий ряд проблем, в 2018 году монопрофильные города составляли основу промышленного потенциала России. По данным Росстата, в них проживало более 13,5 миллиона россиян (примерно 9,2 % всего населения страны). В ноябре того же года директор Фонда развития моногородов, руководитель приоритетной программы "Комплексное развитие моногородов" Ирина Макиева подвела предварительные итоги программы: за два года было создано 400 тысяч рабочих мест, 63 моногорода получило статус территории опережающего экономического развития, предусматривающий ряд льгот. До конца 2018-го планировалось исключить из списка 18 городов, среди которых Новокузнецк, Анжеро-Судженск, Юрга, Кумертау, Череповец и другие. Но список заморозили до 2019-го, чтобы дать возможность экономически успешным проектам развиваться. Лидерами по темпам развития называли также Кумертау, Елабугу, Набережные Челны, Заречный, Губкин, Таштагол, Полысаево, Павловск, Красный Яр и Мирный. Кроме того, ФРМ проводил семинары по получению беспроцентных займов для представителей малого и среднего бизнеса, образовательные конференции. Меры позволили привлечь дополнительно более 79 миллиардов рублей в качестве инвестиций. Глава города Павловск так отзывался о программе фонда: 
Нам с одной стороны хотелось бы уйти от монозависимости, но с другой — мы тогда лишимся всего потенциала реальной помощи от региональной и федеральной властей. Это палка о двух концах: нельзя сидеть на этом допинге, но и рачительный хозяин от такого плеча помощи, как у Фонда развития моногородов, вряд ли откажется. Благодаря им, мы выходим на другой уровень, и это ощутимо.

 
В 2019 году Банк МСП выдал первое финансовое обеспечение на льготных условиях для предприятия-участника программы ФРМ. Ожидалось, что к 2029 году это позволит диверсифицировать экономику города, создать более 650 постоянных рабочих мест и привлечь свыше 1,5 миллиардов рублей инвестиций. Тем не менее председатель Счётной палаты Алексей Кудрин выступил с критикой программы «Комплексное развитие моногородов»: 
У меня нет ощущения эффективности этой программы. То, что я вижу, — это не то, что может помочь моногородам определить их судьбу. Это не работает на их развитие или сворачивание. Мы не принимаем окончательного решения и тащим их, даже если нет перспектив.
 Программы фонда были прекращены 1 января 2019 года. По данным фонда «Экспертный институт», на тот момент моногорода, получавшие государственные дотации, составляли более 40 % от общего числа городов в стране. Наиболее крупные из них: Тольятти, Новокузнецк, Астрахань, Набережные Челны, Липецк. Наибольшее количество было сконцентрировано в Кемеровской области, где на разных градообразующих предприятиях трудилось 73 % населения региона. К наукоградам по разным оценкам относили от 60 до 70 поселений, сконцентрированных в Центральной России и на Урале (Челябинская и Свердловская области).
В первой половине 2019 года Министерство экономического развития и Министерство финансов приступили к разработке новой программы. Предположительно, из неё исключат населённые пункты с закрывшимися градообразующими предприятиями, а также регионы, где успешно развивается альтернативная экономика. Хотя во время работы над проектом количество моногородов продолжало увеличиваться: к июню 2019-го Министерство экономического развития включило в список ещё пять поселений. Чтобы стимулировать экономику в этих регионах, в 2019 году МОНОГОРОДА.РФ под руководством Ирины Макиевой запустил механизм беспроцентного кредитования для предпринимателей — займы от 5 до 250 млн рублей.
"Мы запустили программу — займы под 0% годовых. Фонд начнет принимать заявки от бизнеса с 15 марта. Так как сумма займа под 0% не превысит 250 млн рублей, то среди получателей большинство предприятий будет из сектора малого и среднего бизнеса (МСБ)", — сказала Макиева.
По прогнозам министра экономического развития России Максима Орешкина, в результате пересмотра перечня к 2020-му из него исключат около половины городов. В рамках проекта ожидается снижение уровня регистрируемой безработицы.
В конце мая 2020 года президент РФ Владимир Путин отдал поручение приравнять градообразующие предприятия к системообразующим, для распространения на них мер поддержки, в том числе в части программ льготного кредитования и снижения ущерба от коронавирусной инфекции. Также Фондом развития моногородов принято решение направить 2,5 млрд. руб. в моногорода на создание новых рабочих мест и поддержки предприятий, пострадавший в период пандемии.

## Классификация моногородов
В начале XXI века не существовало действенных критериев классификации моногородов, поэтому данные в источниках разнятся. Так, в конце 1990-х из 1095 городов России 440 называли монопрофильными. Хотя по официальным данным, в 2008-м список включал только 27 поселений. По данным «Экспертного института», через четыре года в него входило 467 городов и 332 посёлка городского типа, где проживало 17,2 % от всего населения страны. Хотя научно-методический центр «Города России» называл многопрофильными не менее 500 городов и 1200 посёлков городского типа, а также 400 мелких поселений. Согласно перечню правительства, в 2014-м в России насчитывалось 319 моногородов, за пять лет их количество увеличилось до 321.
В конце 2013-го обязанности по классификации передали Министерству экономического развития (МЭР). На тот момент термин «моногород» не был закреплён нормативными актами. Только 29 июля 2014 года в постановлении правительства определили его характеристики: чётко выраженное градообразующее предприятие, где трудится более 20 % населения. При этом количество жителей обязано превышать три тысячи человек. Таким образом статус получило 313 поселений, которые разделили на кризисные, стабильные и находящиеся в зоне риска (красная, жёлтая и зелёная группы). Исследователи учитывали уровень безработицы, ситуацию на отраслевом рынке градообразующего предприятия, оценку социально-экономической ситуации населением. По состоянию на 2015-й кризисная группа насчитывала 94 моногорода (включая Череповец, Байкальск, Югру, Красновишерск, Кировск), а стабильная — 154 (к примеру, Донецк, Железногорск, Сланцы).
Кроме того моногорода обладают рядом определяющих факторов: наличие одного или нескольких предприятий единого производственного процесса; удалённость поселения от региональных центров, лишающее население возможности выбора профессиональной деятельности; зависимость бюджета от градообразующего предприятия. Исследователи разделяют моногорода по нескольким классификациям: по времени возникновения, реализуемым функциям и степени диверсификации экономики, по масштабам реализации продукции и территориальной локализации. По структурным особенностям выделяют: моногорода-спутники, моногорода с одним или несколькими градообразующими предприятиями.
Пространственно-экономическое разделение
После Октябрьской революции развитие моногородов всегда зависело от типа социально-экономической системы. Выделяют три типа экономического развития территорий (агломерационный, сырьевой и промышленный), которые влияли на формирование моноспециализированных комплексов:
- К первому типу относят химические и металлургические предприятия, которые основывали вблизи крупных городов. Например, Воскресенск, Новомосковск, Кириши. Им характерна близость к региональным центрам, они требуют меньших затрат на поддержание благоприятной социально-экономической обстановки[13].
- В сырьевом поясе расположена бо́льшая часть монопрофильных поселений, связанных переработкой и добычей полезных ископаемых: Сургут, Нижневартовск, Новый Уренгой, Усинск и другие. Здесь сосредоточены основные мощности государственных и частных металлургических, угольных, нефте- и газодобывающих предприятий: «Газпром», «Роснефть», «ЛУКОЙЛ», ТНК-ВР холдинг, «Интеррос» и «Базовый элемент», «Евраз», «УГМК-Холдинг». Благодаря этому в регионе наблюдается прирост экономически активного населения, приезжающего на заработки[13].
- Промышленный пояс включает регионы Урала (Краснотурьинск, Каменск-Уральский, Верхняя Салда, Верхняя Пышма, Миасс, Магнитогорск, Белорецк) и юга Сибири (Междуреченск, Черногорск, Шелехов, Саяногорск и другие). Моногорода формируют целые районы в Свердловской, Челябинской и Кемеровской областях, поэтому локальные проблемы переходят на региональный уровень. Этот тип характеризован наиболее плачевным положением из-за снижения стоимости экспортной продукции[13][24].

Разделение моногородов по ориентации градообразующего предприятия
Самую большую группу (около 24 %) составляют моногорода машиностроительного типа. Наиболее старыми являются моноспециализировнные предприятия лёгкой промышленности. К ним относят 64 малых города (44 преобразованы из исторических поселений) и 15 посёлков городского типа, значительная часть которых расположена в европейской части страны. Наиболее благоприятные социальные условия складываются в городах, относящихся к металлургическим и коксохимическим комбинатам, прокатным заводам (Магнитогорск, Череповец, Новокузнецк, Нижний Тагил, Старый Оскол, Новотроицк). К 2012-му наиболее бедственное положение наблюдалось в городах чёрной металлургии, оторванных от основных металлургических баз: Железногорске-Илимском, Абазе, Петровск-Забайкальский и других.
К добыче угля относят ряд пришахтных сёл и 140 крупных поселений (64 города и 76 посёлков городского типа). Проблемы этих территорий связаны с особенностями угледобычи: сложные горно-геологические условия, вечная мерзлота, большая глубина залегания пластов делают добычу невыгодной в северных районах России. Так, закрытие шахт в посёлках Хальмер-Ю и Северный рядом с Воркутой привело к увольнению более 3,3 тысячи шахтёров. Истекает срок эксплуатации шахт Иркутского бассейна, осваиваемых с конца XIX века.
К монофункциональным поселениям цветной металлургии относят 30 малых городов, 25 посёлков городского типа и 2 села. Они представлены в Северо-Западном, Сибирском и Дальневосточном федеральных округах: республиках Бурятия, Якутия и Хакасия; Алтайском, Хабаровском, Красноярском и Приморском краях; Читинской, Мурманской и Магаданской областях; Чукотском автономном округе. Крупнейшим центром цветной металлургии является Норильск. Наибольшие проблемы испытывают периферийные предприятия с плохой транспортной доступностью. Например, олово- и золотодобывающие предприятия Якутии, не связанные автомобильными и железными дорогами с крупными центрами: Эсе-Хая, Депутатское, Батагай, Кулар.
К предприятиям химической промышленности относилось 20 монофункциональных городов. Бо́льшая часть из них связана с вредными производствами (лакокрасочная продукция и химикаты) и расположена в Центральном федеральном округе. Химические предприятия по добыче и переработке первичного сырья, сконцентрированы в Мурманской и Иркутской областях, Алтайском и Приморском краях.
Города нефтегазовой промышленности сконцентрированы в основном в Ханты-Мансийском автономном округе. Они окружены вахтовыми посёлками, которые зарегистрированы как временные населённые пункты, хотя по состоянию на 2012-й в них регулярно проживало от нескольких сотен до 1,5 тысячи человек.
С лесной промышленностью связано 140 малых городов, около 305 посёлков городского типа и сельских населённых пунктов. Они расположены в основном хвойных регионах: в Вологодской, Кировской, Иркутской, Пермской областях, Республике Карелия, Ханты-Мансийском автономном округе. Снижение объёмов лесозаготовок в результате подорожания железнодорожных перевозок стало причиной кризисного положения в этих городах.
К пищевой промышленности относят 82 поселения, две трети которых размещены в Центральном, Южном и Приволжском федеральных округах. Моногорода при цементных и железобетонных заводах расположены равномерно по стране, что связано с удовлетворением локальных потребностей в строительных материалах. Моногорода, находящиеся на содержании Министерства путей сообщений, распределены вдоль железнодорожных путей.

### Особые зоны

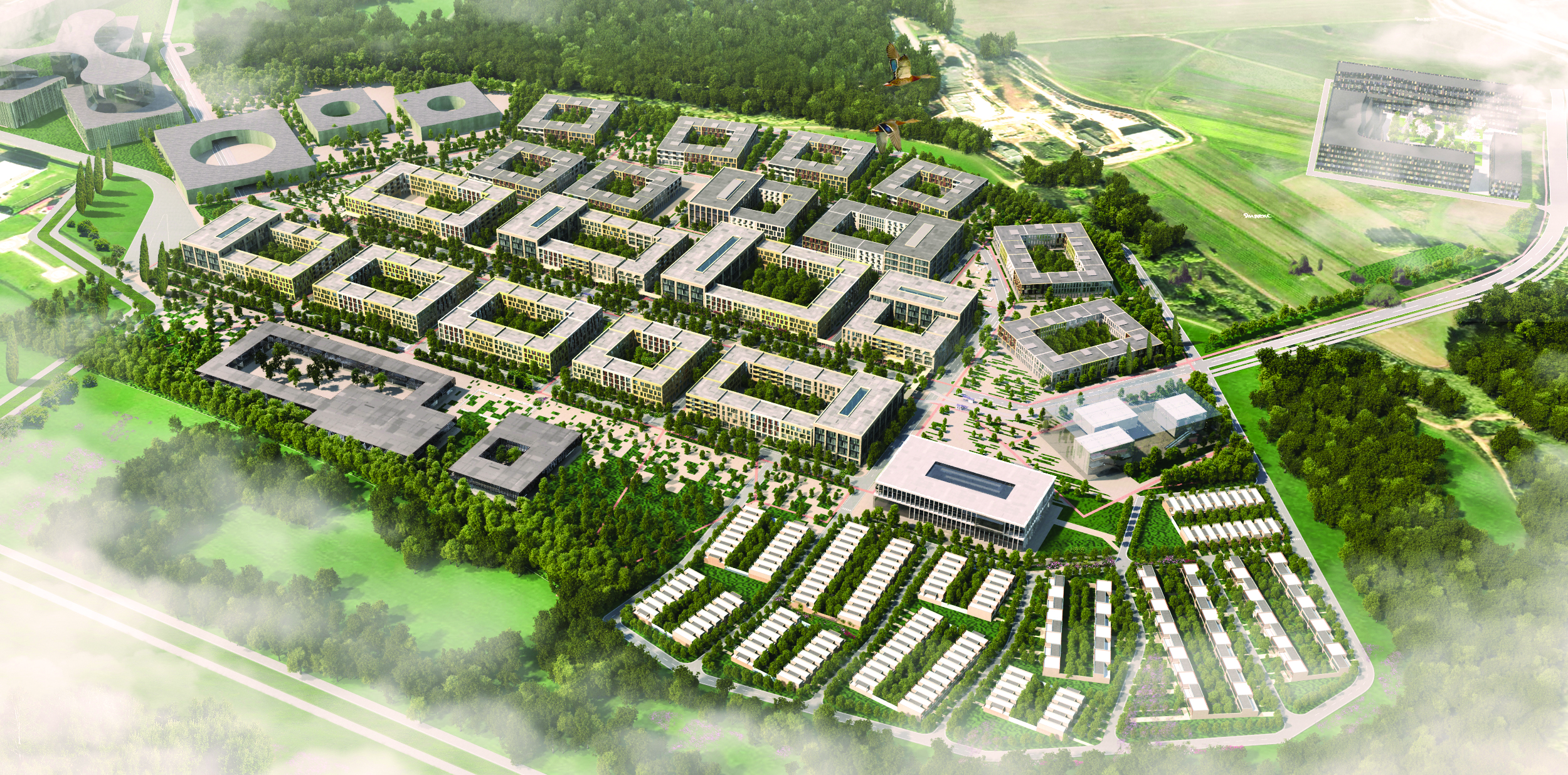
Проект жилого квартала в Сколково, 2012 год

Понятие «наукоград» было официально закреплено только в 1997 году указом президента, который наделил такие поселения особым статусом. Градообразующим предприятием в них выступают комплексы, осуществляющие научную, научно-техническую, экспериментальную или инновационную деятельность. После кризисов 1998 и 2008 годов наукограды, как и моногорода, оказались в сложном социально-экономическом положении. На их поддержку с 2005 по 2014-й было выделено более 8,5 миллиарда рублей. По данным Союза развития наукоградов России, к 2015 году к этой категории относили 65 городских и сельских поселений. Хотя ряд исследователей указывал, что через год официально статус был закреплён только за 13 городами (Бийск, Королёв, Жуковский, Обнинск, Мичуринск, Реутов, Дубна, Фрязино, Троицк, Протвино, Черноголовка, Пущино, Кольцово). Их суммарная численность населения составляла около миллиона человек. С 2017-го в силу вступил федеральный закон, контролирующий порядок присвоения статуса наукограда. Так, более 20 % горожан должны работать в научно-технических институтах, статус закреплялся на 15 лет.
В рамках национальной политики развития информационных технологий и, начиная с 2012 года, в России создано два наукограда: «Иннополис» и Сколково. Они призваны служить центрами инноваций и информационно-коммуникационных технологий. В октябре 2019-го «Иннополис» вошёл в список наиболее перспективных экономических зон страны.
В 2013 году отобранные правительством моногорода получили статус территорий с опережающим развитием (ТОР) с освобождением от уплаты федерального налога на прибыль организаций. Статус призван привлечь инвесторов, ускорить экономическое развитие регионов присутствия и улучшить жизнь населения. Им предоставили преференции на федеральном уровне: пониженные тарифы страховых взносов, нулевая ставка для федерального налога на прибыль и пониженная — для областного, освобождение от уплаты налога на имущество до 2021 года. Первыми поселениями, получившими статус ТОР стали Юрга и Анжеро-Судженск в Кемеровской области. В 2016—2017 годах обсуждалась идея организации ТОР в моногородах Новокузнецк, Алейск, Заринск, Новоалтайск. По состоянию на 2019-й ТОР были созданы в Краснотурьинске, Тольятти, Димитровграде, Белогорске, Саратове, Сарапуле, Невинномысске, Набережных Челнах, Гуково, Усолье-Сибирское и других.

## Моногорода в других странах
В XIX—XX веках наибольшая концентрация моногородов наблюдалась в горно-металлургическом регионе Руре (Германия), центральных и южных Аппалачах (США), центральной Шотландии (Великобритания). В этот период благодаря резкому экономическому подъёму моноспециализация обеспечивала развитие отраслей, ориентированных на национальный и международный рынок. В Центральной и Восточной Европе монопрофильные поселения чаще возникали рядом с длительно существующими городскими агломерациями. Но на протяжении XX века скорость создания моногородов в странах Восточного блока была значительно ниже, чем в СССР. Например, в Польше за период с 1950 по 1990 год заложено 24 поселения, в Венгрии — всего 11.
В XXI веке узкая специализация предприятий привела к ряду проблем, что неоднократно привлекало внимание общественности. Примеры реновации зарубежных моногородов во многом служат образцом для государственной политики в России. К одним из таких примеров относят английское поселение Каслфорд, где в 1990-х годах закрылись три угольные шахты и уровень безработицы составлял 20 % на протяжении почти декады. Улучшение ситуации стало возможным за счёт диверсификации экономики и создания фабрики Burberry. Кризис моногородов характеризуется оттоком молодёжи, что усугубляет существующую неравномерность расселения. Решить эту проблему призван проект реновации «специализированных городов», реализуемый с 2010-го в Китае. Региональные чиновники развивают характерные черты экономики города, чтобы стимулировать расселение населения в сравнительно небольших по размеру городах. Ещё один пример: экономически депрессивный в 1980-х годах испанский Бильбао был переориентирован с промышленной направленности на сферу услуг, что позволило привлечь в город более 700 предпринимателей и компаний. Промышленный центр Глазго также модернизировали в туристический и финансовый центр, привлекая инвесторов и участвуя в конкурсах на право проведения международных конференций и соревнований. В результате к 2019-му более 90 % рабочих мест обеспечивала сфера услуг. Подобную стратегию выбрали российские чиновники для отечественных моногородов. Так, в 2014 году «Норильский никель» запустил благотворительную программу «Мир новых возможностей». Её реализовали в Норильске и Мончегорске с целью устойчивого развития регионов. В рамках программы созданы Академия социального партнёрства и развития, конкурс социальных проектов, форум социальных технологий «Город — это мы» и одноимённое социально-конструкторское бюро. Тем не менее отдельные исследователи считают, мировой опыт малопригодным к отечественным реалиям, так как успешные практики немногочисленны и носят случайный характер.